# بوفالو غروف (إلينوي)
بوفالو غروف (بالإنجليزية: Buffalo Grove, Illinois)‏ هي قرية تقع في الولايات المتحدة في إلينوي. يقدر عدد سكانها بـ 41,496 نسمة .

## الموقع الجغرافي
الموقع الجغرافي للمناطق المحيطة بهذه النقطة هو كالتالي:

## أعلام
- ميلاني شاندرا
- رون غولدمان
- إيرف بيموراس
- توم ماكمانوس